# Seydimli
Seydimli è un comune dell'Azerbaigian situato nel distretto di Tərtər. Conta una popolazione di 2 495 abitanti.